# Tian provençal
Pour les articles homonymes, voir Tian.
Le tian (de l’occitan tian, issu du grec ancien τήγανον / têganon, « poêle », « plat », « écuelle », « terrine », « tajine ») désigne un plat de cuisson et de service, large et peu profond, en terre cuite vernissée, de la cuisine traditionnelle provençale.
Il désigne aussi son contenu : une spécialité culinaire traditionnelle d'origine comtadine, présente dans la cuisine provençale, et notamment les cuisines de la Provence méditerranéenne, niçoise et vauclusienne, et plus généralement dans le régime méditerranéen.
Ce plat est un ragoût en gratin, cuit au four, comprenant toutes sortes de légumes, de viande, de poisson, d’œufs, de fromage et de plantes aromatiques comme l'origan, et l’huile d'olive.

## Étymologie
Le Dictionnaire historique de la langue française-Dictionnaires Le Robert d'Alain Rey indique que les mots tian et tajine sont des mots apparentés. Le mot tian vient de l'occitan provençal tian. Le mot tajine vient du berbère. Tous ces mots sont « issu[s] du grec ancien têganon, « poêle à frire », « plat en terre », mot technique sans étymologie connue ».
Paul Peyre, érudit provençal, met en exergue la racine commune de tian, mot d'origine provençale, avec tajine, mot d'origine berbère, désignant aussi le plat et le mets, avec une séquence consonantique t / i-j / n commune d'un côté et de l'autre de la Méditerranée.

## Historique
À l'image des gratins, tajines de la cuisine du Maghreb, et baeckeoffe de la cuisine alsacienne, cette recette culinaire, qui nécessite une cuisson lente, est réalisée à l'origine à base de légumes cuits au four. Au Moyen Âge, le plat est cuit dans le four banal (droit seigneurial), puis au four communal, puis au four à pain des fermes agricoles, et des boulangeries jusqu'au milieu du XXe siècle. Au cours du XVIIIe siècle, il est considéré comme un ragoût maigre populaire.
Variante des cassoles, daubières, et autres tajines, l'ustensile est à l'origine un plat peu profond, à rebords épais, en forme de tronc de cône, pour être posé sans verser, à table ou directement par terre. Il servait de bassine à tout faire : laver ou stocker les légumes, etc. La terre cuite d'origine (à ce jour vernissée) est capable de supporter la cuisson longue au four, après la cuisson du pain.

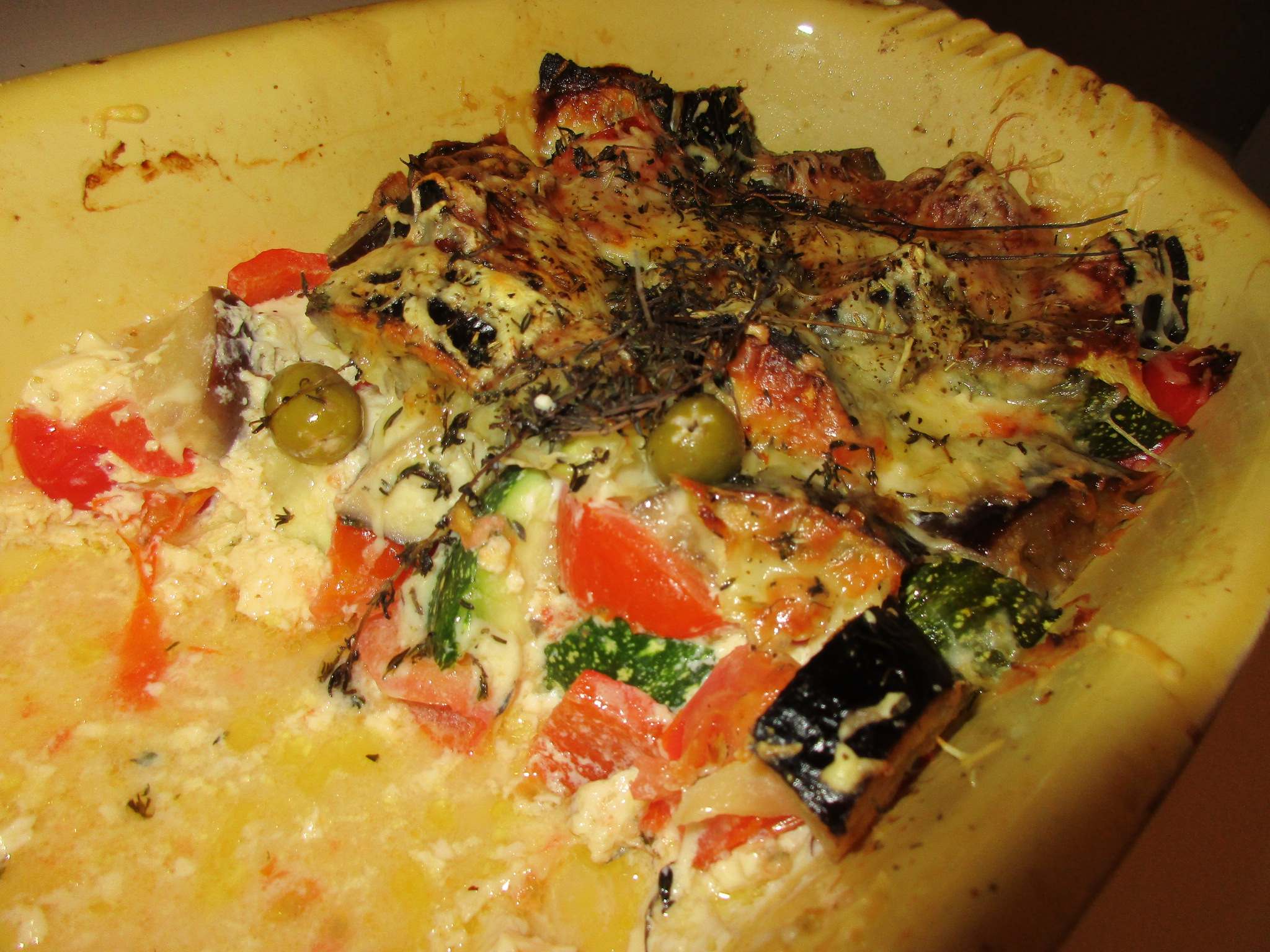
Aubergine, courgette, tomate, olive, thym, fromage râpé.
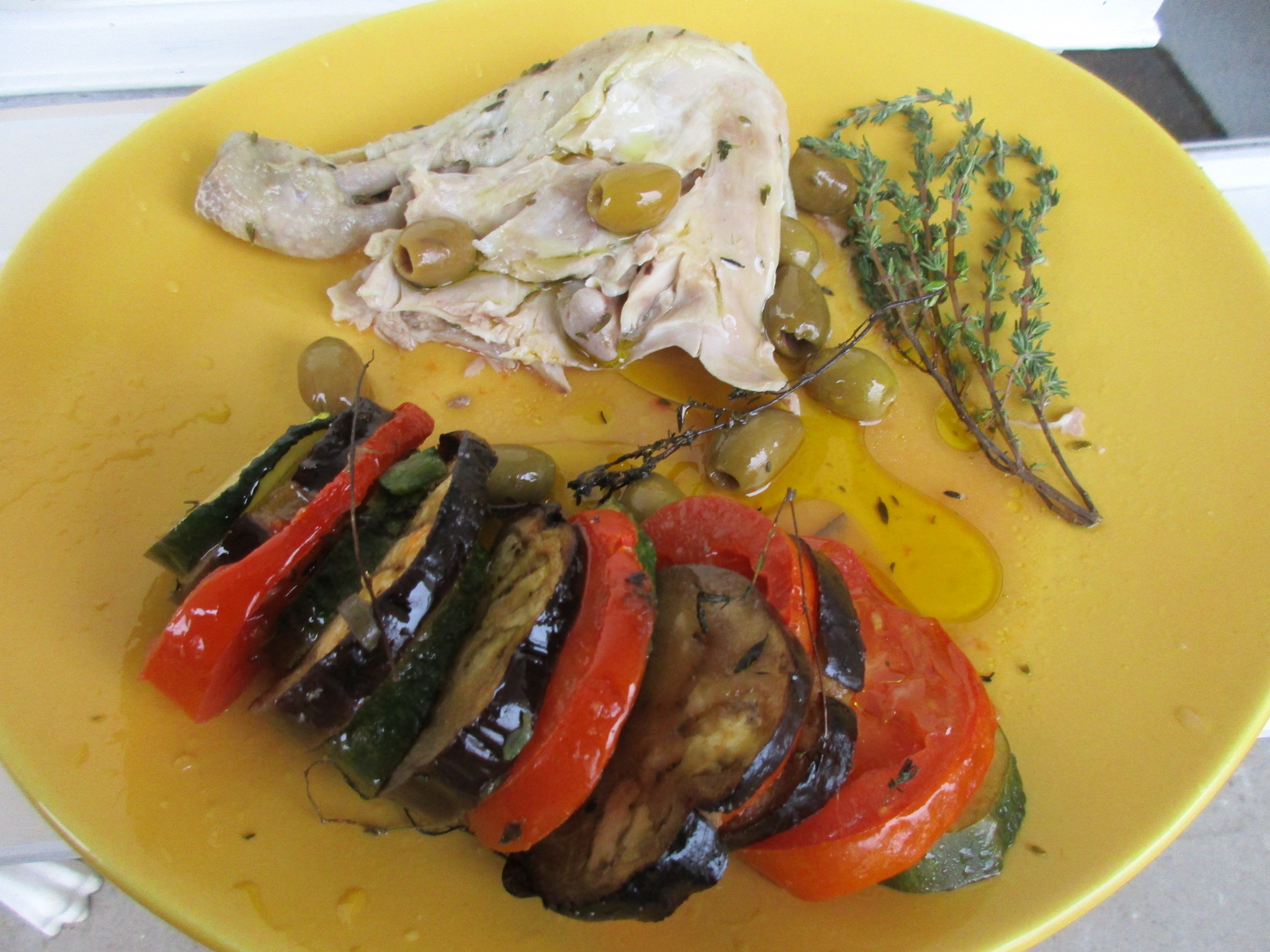
Tian niçois et poulet au thym et olives.
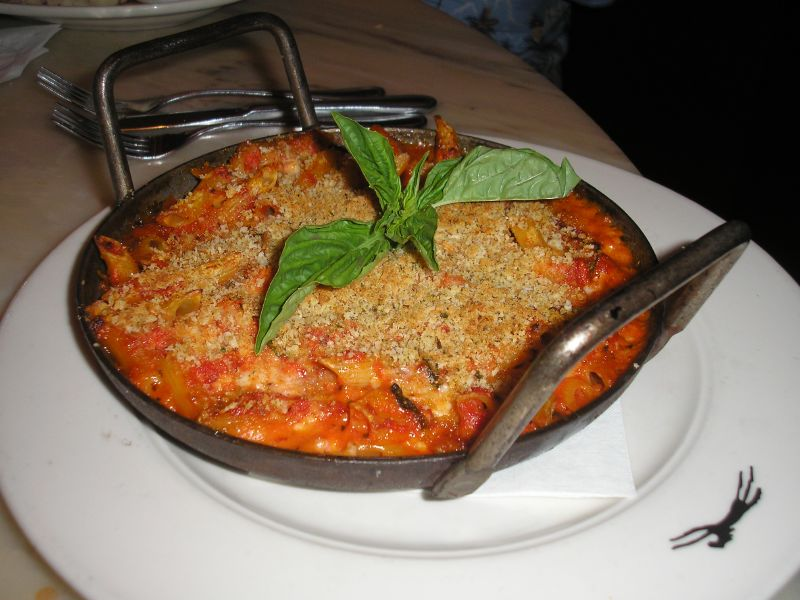
Pâtes au basilic.
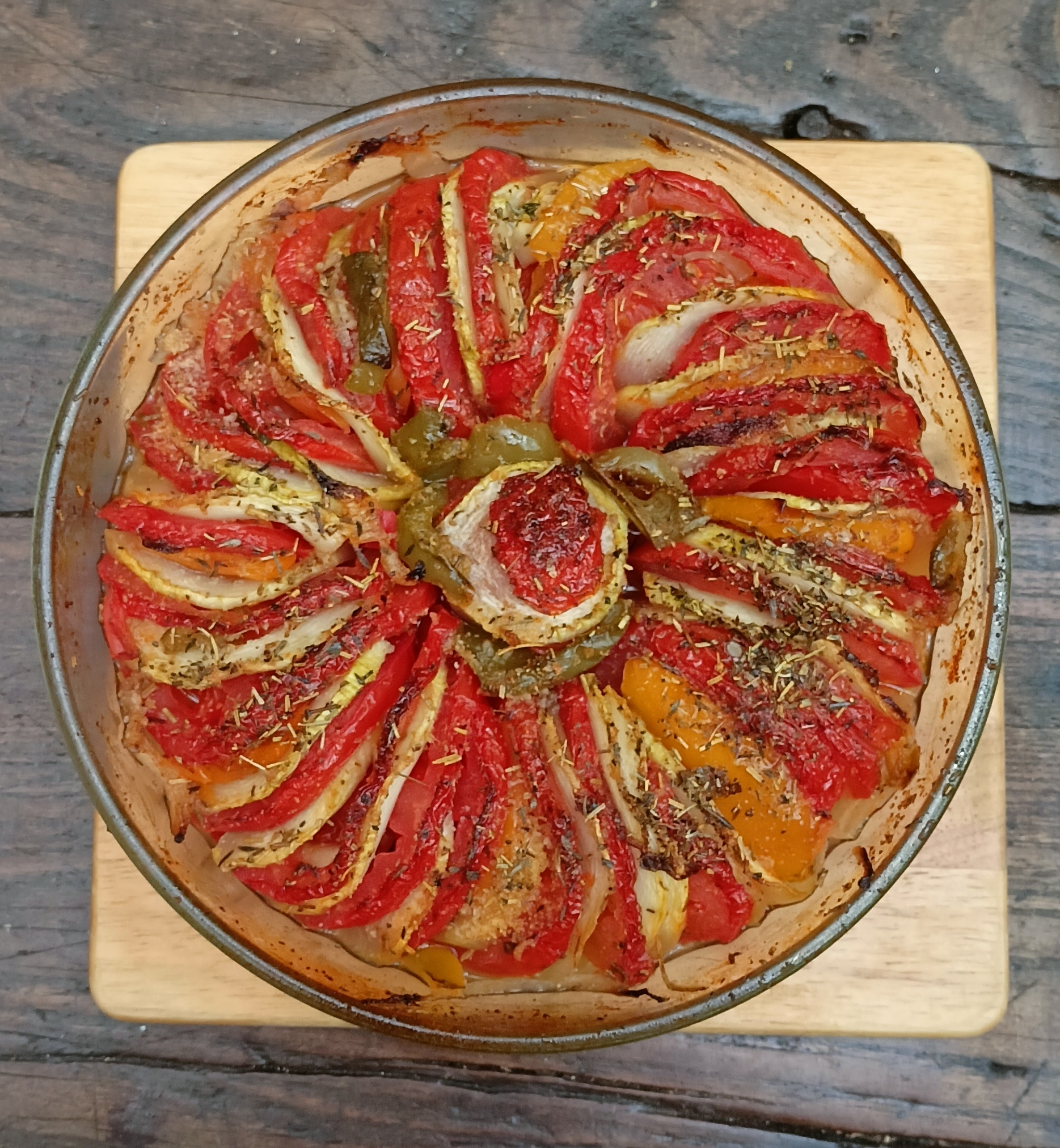
Tian Tomates - Poivrons- Courgettes- Oignons.

Traditionnellement, certains tians étaient réalisés à base de fromage au lait de chèvre, parfois remplacé, depuis les années 1980, par de la mozzarella en fines rondelles entre les couches de légumes.

## Différents tians
Il existe des tians de légumes (ail, artichaut, asperges, aubergine, blettes, brocolis, cardes, carottes, céleri, champignons, chou, concombre, courge), des tians au poisson (anchois, rougets), des tians à la viande (agneau, veau, porc), et aussi des tians sucrés, aux fruits.

## Tians locaux

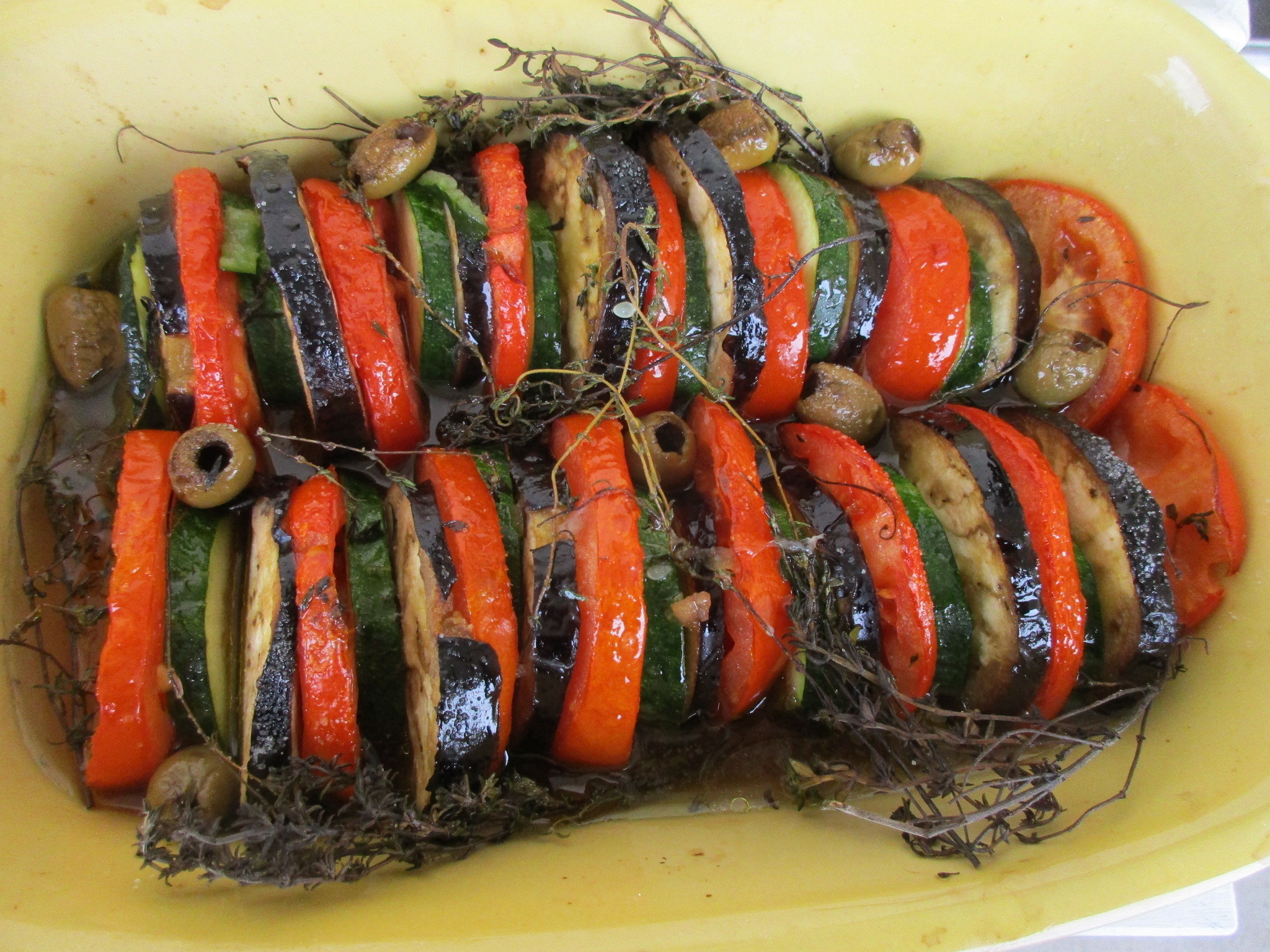
Tian niçois.

On trouve aussi des tians d'inspiration locale : tian de haricots de Beaumes-de-Venise, tian de courge de Lantosque, tian d'épinards à la morue de Carpentras, tian de légumes de Nice, tian de courgettes de Viens, tian de pommes de terre d'Apt.